# Knowledge Musona
Knowledge Musona (Norton, 21 de junho de 1990) é um futebolista profissional zimbabuano que atua como atacante.

## Carreira
Knowledge Musona representou o elenco da Seleção Zimbabuense de Futebol no Campeonato Africano das Nações de 2017.